# Une femme dans la tourmente (téléfilm)
Pour les articles homonymes, voir Une femme dans la tourmente.
Une femme dans la tourmente est un téléfilm français réalisé par Serge Moati en 1994.

## Synopsis
Michelle vient de prendre un poste de consul au Porto Natale en compagnie de sa fille Marie, âgée de dix-sept ans. Très vite, elle comprend que les élections organisées dans ce pays ne sont qu'un leurre qui dissimule une dictature brutale. Pendant ce temps, Marie sympathise avec Luis, le fils adoptif de Vincent Mallet, un ami de sa mère. Poussée par lui, elle commence à militer secrètement contre le régime. Michelle connaît de gros problèmes avec l'adolescente avec laquelle elle a bien du mal à communiquer. Les affrontements entre forces d'extrême droite et révolutionnaires se font plus nombreux. Bientôt, Luis et Marie sont arrêtés…

## Fiche technique
- Réalisateur : Serge Moati
- Scénario : Philippe Dussau et Emmanuelle Sardou
- Musique : Jean-Marie Sénia
- Pays :  France
- Durée : 102 minutes
- Date de diffusion : 
  - France -  18 février 1995 sur Canal+

## Distribution
- Miou-Miou : Michelle
- Maxime Leroux : Vincent Mallet
- Jeanne Herry-Leclerc : Marie
- Peter Michael : Luis
- Serge Moati : Don Vittorio de Setubal
- Brigitte Catillon : Constansa Samoza
- Hubert Saint-Macary : Patrice